# Mick McGrath (Fußballspieler)
Michael „Mick“ McGrath (* 7. April 1936 in Dublin; † 18. April 2025 in Blackburn) war ein irischer Fußballspieler, der 22 Länderspiele für Irland bestritt. Der Verteidiger spielte fast zwölf Jahre bei den Blackburn Rovers, mit denen er 1958 in die First Division, die damalige erste englische Liga, aufstieg.

## Karriere

### Verein
McGrath spielte in der Saison 1953/54 beim Dubliner Verein Home Farm. Als er im Sommer 1954 ein Angebot von den Blackburn Rovers bekam, wechselte er mit 18 Jahren in die Second Division, die damalige zweite englische Liga.
Am Ende der Saison 1957/58 stieg McGrath mit Blackburn in die erste Liga auf. In der First Division war er in der Saison 1958/59 und der Saison 1959/60 Stammspieler.
Im FA-Cup der Saison 1959/60 zog McGrath mit seiner Mannschaft ins Finale ein, wo Blackburn mit 0:3 gegen die Wolverhampton Wanderes verlor. McGrath schoss dabei mit einem Eigentor in der 41. Minute das 0:1. Wenige Minuten später brach sich sein Mitspieler David Whelan ein Bein, sodass Blackburn in der ganzen zweiten Halbzeit nur noch mit zehn Spielern auf dem Platz stand.
Auch in den folgenden Saisons spielte McGrath bis 1965 zumeist regelmäßig für Blackburn. In der Saison 1965/66 verlor er aber seinen Stammplatz und stand kaum noch im Kader.
Im März 1966 wechselte McGrath daher zu Bradford Park Avenue in die Fourth Division. Bradford musste an Blackburn keine Ablöse zahlen, McGrath bekam aber ein Handgeld von 1300 Pfund und gehörte zu den bestbezahlten Spielern der Mannschaft. In der Saison 1966/67 wurde er Mannschaftskapitän von Bradford.
Zum Abschluss seiner Karriere ging McGrath für die Saison 1967/68 nach Wales zu Bangor City, wo er als Spielertrainer tätig war.

### Nationalmannschaft
McGrath debütierte am 14. Mai 1958 bei einem Freundschaftsspiel in Österreich in der irischen Nationalmannschaft. Bis zum Februar 1967 machte er insgesamt 22 Länderspiele.

### Nach der Spielerkarriere
Nach seiner Karriere kehrte McGrath nach Blackburn zurück und ließ sich dort nieder. Er arbeitete über 20 Jahre bei einer regionalen Brauerei und betreute zeitweise Jugendmannschaften bei den Blackburn Rovers.
Am 18. April 2025 starb McGrath im Alter von 89 Jahren.